# Laodoco
Nella mitologia greca, Laodoco era il nome di uno dei figli Apollo e di Ftia

## Il mito
Laodoco, insieme ai suoi fratelli Doro e Polipete, regnava nelle pacifiche terre dei cureti.
Etolo, un figlio di Endimione aveva ucciso Apis incidentalmente travolgendolo durante una corsa delle bighe. 

Esiliato per l'accaduto cercava rifugio e lo trovò da Laodoco e i suoi fratelli. Qui, e dopo che in passato aveva perso un regno (Elis) uccise i tre fratelli e fondò un proprio regno.

### Fonti
- Pseudo-Apollodoro, Libro I -  7, 6 Libro II 59,2
- Pausania, Periegesi della Grecia, Libro VIII 4, 2-3

### Moderna
- Robert Graves, I miti greci ISBN 88-304-09235
- Angela Cerinotti, Miti greci e di roma antica ISBN 88-09-04194-1
- Anna Ferrari, Dizionario di mitologia ISBN 88-02-07481-X